# 신호 묘
신호 묘는 대한민국 경기도 연천군 미산면 유촌리에 있다. 2012년 4월 20일 연천군의 향토문화재 제15호로 지정되었다.

## 개요
신호(?~1432)는 고려말 조선초의 문신(文臣)으로 1354년(공민왕 3) 문과에 급제하였다.